# تيوس جونز
تيوس جونز (بالإنجليزية: Tyus Jones)‏ مواليد 10 مايو 1996 في بورنسفيل، هو لاعب كرة سلة محترف أمريكي بدأ مسيرته الاحترافية في سنة 2015 حيث تم اختياره من قبل فريق كليفلاند كافالييرز خلال الدرافت، يلعب مع فريق مينيسيوتا تيمبر وولفز في الرابطة الوطنية لكرة السلة كلاعب هجوم خلفي ويحمل الرقم 1. يبلغ طوله 6 قدم 2 بوصة (1.9 م).

## إحصائيات المسيرة
| السنة                 | الفريق                | لعب | بدأ | دقيقة | ميداني% | ثلاثية | حرة  | ارتداد | صنع | استلاب | تصدي | نقطة |
| --------------------- | --------------------- | --- | --- | ----- | ------- | ------ | ---- | ------ | --- | ------ | ---- | ---- |
| مينيسيوتا تيمبر وولفز | مينيسيوتا تيمبر وولفز | 37  | 0   | 15.5  | .359    | .302   | .718 | 1.3    | 2.9 | .8     | .1   | 4.2  |
| المسيرة               |                       | 37  | 0   | 15.5  | .359    | .302   | .718 | 1.3    | 2.9 | .8     | .1   | 4.2  |

## روابط خارجية
- تيوس جونز على موقع الاتحاد الدولي لكرة السلة (الإنجليزية)
- تيوس جونز على موقع إن بي أي (الإنجليزية)
- تيوس جونز على موقع سبورتس رفرنس (الإنجليزية)
- تيوس جونز على موقع كرة السلة الأوروبية.كوم (الإنجليزية)
- تيوس جونز على موقع إي إس بي إن.كوم (الإنجليزية)
- تيوس جونز على موقع كلية كرة السلة في سبورتس رفرنس.كوم (الإنجليزية)
- تيوس جونز على موقع ريلجم (الإنجليزية)
- تيوس جونز على موقع بروبوليرز (الإنجليزية)
- تيوس جونز على موقع سبورتس رفرنس (الإنجليزية)